# حباط (يافع)

تعديل مصدري - تعديل

حباط هي إحدى قرى عزلة لبعوس بمديرية يافع التابعة لمحافظة لحج، بلغ تعداد سكانها 196 نسمة حسب تعداد اليمن لعام 2004.